# Qasr el Banat
Qasr el Banat (nemško قصر البنات) je starodavni tempelj (verjetno rimski), 1,5 kilometra vzhodno od Chlife v okrožju Baalbek v guvernoratu Beqaa v mestu Qsarnaba (Libanon).

## Zgodovina
Domneva se, da se je mesto imenovalo Grad devic in je bilo rezidenca devic v rimskih časih. Dejansko arabska beseda Qasr izvira iz latinskega castrum (kar pomeni  grad).
Do sredine 2. stoletja so Rimljani zgradili veliko majhnih templjev in drugih svetišč v bližini tempeljske četrti Heliopolis, današnjega Baalbeka, na robu doline Beka. Bile so romarske destinacije za prebivalce velikih mest na obali. Ena od rimskih procesijskih ulic, delno izklesana v skalo, je od tu vodila neposredno do gorskih templjev Hosn Niha. Ena najbolj znanih je tista v vasi Qsarnaba, ki se zdaj imenuje Castra El Banaat.
George F. Taylor je Qasr el Banat uvrstil med skupino starorimskih templjev v dolini Beka. Domneva se, da izvira iz starorimskega časa, vendar je možno, da je bil prvotno zgrajen kot zelo majhen tempelj v času Antične Grčije ali prej. Tempelj stoji na skalnati planoti, dostopni z vzponom na hrib na nadmorski višini 1100 metrov. Vrh hriba je prekrit z različnimi ploščadmi, cisternami, rezervoarji in stopnicami, ki so bile izklesane iz trdne skale. Znotraj ostankov je majhen tempelj z anto, zgrajen iz velikih kvadratnih blokov, ki so ga kasneje uporabljali kot utrdbo. Nekateri odseki so nedotaknjeni, zgrajeni v dveh ali treh slojih. Ob templju je bila zgrajena bazilika (verjetno bizantinsko krščanska) iz poznejšega obdobja.
Približno 100 metrov jugovzhodno od templja sta dve okrogli strukturi, za kateri se domneva, da sta primera krajev čaščenja, omenjenih v Svetem pismu.

## Značilnosti
Tempelj prostil v Qsarnabi z vhodom na vzhodni strani je stal na visoki ploščadi, do katere so vodile široke stopnice z več kot 20 stopnicami. Stene podesta so bile premaknjene proti vzhodu in tvorile stranski zaključek stopnic. Mogočni apnenčasti robniki nekdanjega zidu cele, ki so razporejeni na najdišču, so do neke mere prepereli do brezobličnosti. Leta 1974 je bila končana prva faza obnove, v kateri je bilo mogoče obnoviti do tri vrste zidov templja. V srednjem delu cele je vidna stopničasta osnova dvignjenega kultnega prostora. Ločen daritveni oltar stoji zunaj na vzhodu ob vznožju stopnišča.
Sestavljen je bil iz delov in dopolnjen v nadaljnji obnovitveni fazi po letu 1993. Stebre preddverja so okronali korintski kapiteli. Posamezni deli pedimentnega trikotnika so bili sestavljeni v prvotni obliki in postavljeni v celoto na tleh ob templju. V zgornjem vencu je na vrhu zatrepa ohranjen izrezljan reliefni doprsni kip. Prikazuje bradato glavo moškega, ki verjetno predstavlja ustanovitelja stavbe.